# Andoni Zubizarreta Urreta
Andoni Zubizarreta Urreta, “Zubi” (Vitòria, 23 d'octubre de 1961) és un exfutbolista basc que jugava en la demarcació de porter. Formà part d'alguns dels millors clubs de futbol de la seva època a la lliga espanyola (Athletic Club de Bilbao, Futbol Club Barcelona i València Club de Futbol) amb els quals va aconseguir dotze títols estatals i internacionals (entre ells la Copa d'Europa de 1992). Va disputar 126 partits amb la selecció espanyola, un rècord superat posteriorment només per Iker Casillas. Entre 2010 i gener de 2015 va fer de director esportiu al FC Barcelona.

## Biografia
Va néixer a Vitòria per la falta d'un hospital més proper al seu poble, Aretxabaleta. Es va iniciar jugant a la Unión Deportiva Aretxabaleta (UDA). Posteriorment va fitxar pel Deportivo Alavés de Vitòria, abans d'ingressar al filial de l'Athletic, el Bilbao Atlètic. Va debutar a primera amb l'Athletic Club de Bilbao el 19 de setembre de 1981 en el partit Atlètic de Madrid 2:0 Athletic, la porteria del qual va defensar durant diverses temporades, sent el porter titular del llegendari Athletic que, amb Javier Clemente en la banqueta, va conquistar dues Lligues consecutives, en les temporades 1982-1983 i 1983-1984, una Copa del Rei (1984) i una Supercopa d'Espanya (1984).
El 1986, després de disputar el Mundial de Mèxic (1986), i considerat ja el millor porter d'Espanya, va fitxar pel Futbol Club Barcelona, club on aconseguiria la seva plenitud futbolística i els seus majors èxits professionals. A pesar d'uns inicis molt difícils (només arribar, li va llevar el lloc a Urruti, que era un ídol per a l'afició culer), va acabar demostrant la seva vàlua gràcies a la confiança del tècnic anglès Terry Venables, i va poder desenvolupar una gran temporada, la 1986-1987, en la qual va acabar guanyant el Trofeu Zamora, en ser el porter menys golejat de la lliga.
Va ser un porter sobri, poc donat als ornaments estètics, però destacava pel seu gran sentit de la col·locació, la seva seguretat, el domini del joc aeri, i el seu gran caràcter i personalitat. Va ser un dels líders del FC Barcelona, i capità de l'equip durant diverses temporades. El seu punt més feble era el joc amb els peus, faceta en la qual va haver de millorar molt a partir de 1989 quan Johan Cruyff, nou tècnic barcelonista, va implantar un sistema de joc molt ofensiu que sovint deixava desprotegida la defensa i obligava a Zubizarreta a jugar molt avançat. Va ser el porter de l'equip en la final de la Recopa d'Europa de 1989, a Berna, que fou el primer trofeu de Johan Cruyff a la banqueta blaugrana i l'inici de l'èxit del “Dream Team”. Posteriorment fou titular a la final de la Copa d'Europa de 1992 que el Barça va guanyar a l'Estadi de Wembley de Londres el 20 de maig de 1992, la primera Copa d'Europa del Barça i un partit que marcaria la història del club.
Els vuit anys que va defensar la porteria del FC Barcelona són considerats el període més brillant de la història del club. Van ser els anys de l'anomenat "Dream Team" de Johan Cruyff, en els quals va compartir vestuari amb jugadors com Bakero, Ronald Koeman, Michael Laudrup, Hristo Stoítxkov, Josep Guardiola i Sala o Romário.
Va abandonar el club el 1994, després de la final de la Copa d'Europa d'Atenes que el FC Barcelona va perdre davant l'Associazione Calcio Milan per 4-0. S'ha considerat que Zubizarreta va ser injustament tractat com un dels culpables d'aquella derrota, que el club va prescindir d'ell precipitadament, i sense dispensar-li el comiat que hagués merescut. La seva marxa, a més, va deixar un buit a la porteria que el club barcelonista va trigar molt a cobrir.
Després de marxar del FC Barcelona va fitxar pel València CF, club en el qual va jugar quatre temporades al màxim nivell.
Es va retirar com a jugador en actiu el 1998 havent acumulat un impressionant palmarès, i amb el rècord d'haver estat el primer jugador de la història a haver jugat més de 50.000 minuts en la Lliga espanyola. En total va disputar 622 partits en Primera divisió.
Actualment segueix vinculat al món del futbol després d'haver estat el Director General Esportiu de l'Athletic Club de Bilbao durant tres temporades.
A més de col·laborar com comentarista en mitjans esportius, també és soci de l'empresa Makeateam.
El juliol de 2010, amb l'arribada de Sandro Rosell a la presidència del FC Barcelona, fou nomenat director esportiu del club blaugrana, en substitució de Txiki Begiristain. Fou destituït del càrrec el gener del 2015, per Josep Maria Bartomeu.

### Selecció estatal
Zubizarreta va ser, durant diverses temporades, el porter titular de la selecció espanyola. El seu debut com a internacional va ser el 23 de gener de 1985 en el partit Espanya 3:1 Finlàndia. Ha ostentat el rècord de ser el jugador que més partits ha disputat amb la selecció: 126. Zubizarreta va encaixar un total de 99 gols en les seves participacions com a internacional.

## Palmarès
- Una Copa d'Europa (FC Barcelona, 1992)
- Una Recopa d'Europa (FC Barcelona, 1989)[4]
- Una Supercopa d'Europa (FC Barcelona, 1992)
- Sis lligues:
  - Dues amb Athletic Club de Bilbao: 1983 i 1984
  - Quatre amb el FC Barcelona: 1991, 1992, 1993 i 1994
- Tres copes espanyoles:
  - Una amb l'Athletic Club de Bilbao: 1984
  - Dues amb el FC Barcelona: 1988 i 1990
- Tres Supercopa espanyola de futbol:
  - Una amb Athletic Club de Bilbao: 1984
  - Dues amb FC Barcelona: 1991 i 1992

### Distincions individuals
- Un Trofeu Zamora (FC Barcelona, temporada 1986-87)